# 聖マタイと天使 (レーニ)
『聖マタイと天使』（せいマタイとてんし、伊: San Matteo e l'angelo、英: St Matthew and the Angel）は、17世紀イタリア・バロック期のボローニャ派の巨匠グイド・レーニが1635-1640年ごろ、キャンバス上に油彩で制作した絵画である。福音書記者の1人である聖マタイが天使に助けられ、「マタイによる福音書」を執筆している姿が表されている。1924年にナポリのアントニオ・カステッラーノ (Antonio Castellano) から聖座 (教皇庁) に贈られ、現在、ヴァチカン美術館 (絵画館) に所蔵されている。

## 作品
この絵画は聖座に贈られた後、長い間、ローマのサンタ・マリア・コンチェツィオーネ・デイ・カップッチーニ教会に掛けられていた。ちなみに、1955年から2010年までは、レーニではなくルチオ・マッサーリに誤って帰属されていた。しかし、絵画の裏側にあった1642年の記録が見つかったことにより、この帰属は訂正され、現在、ヴァチカン美術館 (絵画館XII室) に展示されている。

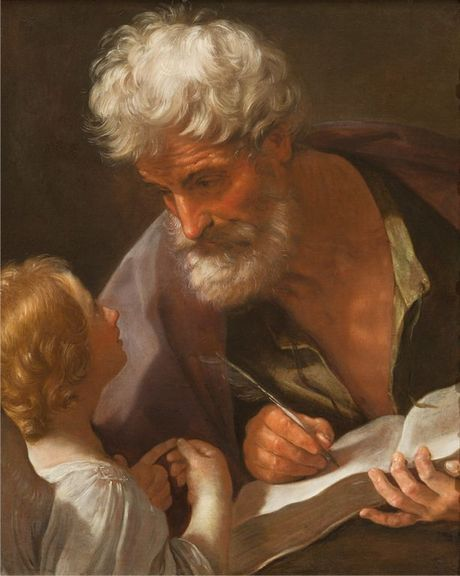
グイド・レーニ『聖マタイと天使』 (1630年代)、ボブ・ジョーンズ大学 (サウス・カロライナ州)

マタイは徴税の仕事をしていたが、イエス・キリストに選ばれて使徒となった。「マタイによる福音書」はイエスに関する記述の詳しさから、彼を実際に知ることのできたマタイ本人が執筆したと考えられる。マタイが福音書を執筆する場面が描かれるときは、天使が付き添う。本作では、年老いたマタイが天使に霊感を受けているようにみえる。天使は口にされた言葉ではなく、眼差しで福音書の文を伝えているようであるが、手の仕草は話していることを示唆する。マタイは、羽根ペンで彼の書物の空白のページに書き記している。
米国サウス・カロライナ州のグリーンヴィルにあるボブ・ジョーンズ大学の美術コレクションには、『聖マタイと天使』のオリジナル作品がある。このオリジナル作品は数人の個人収集家の目に留まり、同じ作品を欲した彼らのためにレーニは自ら数々の複製を制作した。本作はそのうちの1点である。オリジナル作品に比べると、本作には厚塗りの技法とより暗い色調が見られ、レーニのより遅い時期の作品の特徴を示している。